# Rafael Souto
Rafael Souto, vollständiger Name Rafael Ángel Souto Castro, (* 24. Oktober 1930 in Montevideo) ist ein ehemaliger uruguayischer Fußballspieler.

## Verein
Der Offensivakteur Souto, Sohn aus La Coruña stammender Eltern, gehörte mindestens 1953 bis 1954 dem Kader Nacional Montevideos in der Primera División an. Jedenfalls stand er bereits im Meisterschaftsendspiel am 25. Februar 1953 in der Startelf Nacionals und gewann mit dem Klub den uruguayischen Meistertitel des Jahres 1952. Später wurde er von Atlético Madrid verpflichtet, wo er am 24. Februar 1955 erstmals das Training aufnahm und bis 1956 aktiv war. Dort kam er zu fünf Einsätzen und erzielte ein Treffer.

## Nationalmannschaft
Souto war Mitglied der A-Nationalmannschaft Uruguays, für die er zwischen dem 1. März 1953 und dem 30. Juni 1954 sechs Länderspiele absolvierte. Ein Länderspieltor erzielte er nicht. Souto gehörte dem Kader Uruguays bei der Südamerikameisterschaft 1953 in Peru an. Er nahm zudem mit Uruguay an der Weltmeisterschaft 1954 teil. Dort kam er im Verlaufe des Wettbewerbs bei der Halbfinalniederlage gegen Ungarn zu seinem einzigen Turnier-Einsatz.